# Mozilla Firefox
Mozilla Firefox (výslovnost [ˈmozilə ˈfaiəˌfoks]), někdy zkracovaný na Firefox, je svobodný multiplatformní webový prohlížeč, který vyvíjí ve spolupráci se stovkami dobrovolníků Mozilla Corporation, dceřiná společnost nadace Mozilla Foundation. První finální verze 1.0 byla vydána i v češtině 9. listopadu 2004 za velkého zájmu uživatelů i médií a stala se jedním z nejpoužívanějších programů s otevřeným kódem. Kromě oficiálně podporovaných platforem, kterými jsou Microsoft Windows, Android, Linux a macOS, je Firefox dostupný i pro FreeBSD, OS/2, RISC OS, SkyOS či BeOS. V roce 2010 činil tržní podíl Firefoxu 24,41 %. Od té doby poklesl: v dubnu 2019 činil celosvětový tržní podíl Firefoxu na všech platformách 4,86 %.
Záměrem původního tvůrce, Mozilla Foundation, bylo vytvořit malý, rychlý, jednoduchý a vysoce rozšiřitelný webový prohlížeč vedle stávajícího velkého balíku internetového softwaru Mozilla Suite. Firefox je nyní společně s e-mailovým klientem Mozilla Thunderbird nejdůležitějším projektem Mozilla Corporation.

## Historie
Projekt samostatného webového prohlížeče z balíku Mozilla Suite nastartovali jako experiment Dave Hyatt a Blake Ross. Ti byli frustrováni situací okolo Mozilla Suite a chtěli vytvořit malý a jednoduchý – uživatelsky přívětivý – webový prohlížeč, který bude vyvíjet úzká skupina lidí. Jeho první verze (0.1), ještě pod jménem Phoenix [ˈfi:niks], byla vydána 23. září 2002. Do konce roku pak v rychlém sledu následovaly verze 0.2 až 0.5.
Poté došlo k nucenému přejmenování z důvodů kolize s ochrannou známkou Phoenix (jde o kalifornského výrobce UEFI firmwaru). Jméno opět nebylo vhodně zvoleno a nový název, Mozilla Firebird, kolidoval se jménem databázového serveru Firebird, za což se vývojářům dostalo oprávněné kritiky. Od verze 0.8 (z února 2004) je produkt vydáván pod názvem Mozilla Firefox. Přestože ještě nebyl ve finální verzi, používalo jej v té době pro každodenní práci již velké množství uživatelů.
Verze 1.0 byla vydaná 9. listopadu 2004. O českou lokalizaci se zasloužil projekt CZilla; Preview Release pro MS Windows i Linux byla uvolněna na počátku října 2004.
Verze 3.6 obsahovala novou verzi 1.9.2 renderovacího jádra Gecko [ˈgekəu], změny využívající grafickou knihovnu Cairo [ˈkairəu], mód anonymního prohlížení a mnoho dalších novinek. V testu Acid3 dosáhla tato verze skóre 94/100. Ve verzi 6.0 dosáhl plného skóre 100/100.
Jelikož si za první den po zveřejnění stáhli uživatelé 8 002 530 kopií Firefoxu verze 3.0, je Firefox zapsán v Guinnessově knize rekordů za největší množství stažených kopií softwaru. Verze 4 tento rekord pak ještě překonala.
V roce 2017 byl oznámen projekt Binary Transparency, jehož cílem je možnost ověření, že si uživatel stáhl binární soubor prohlížeče sestavený Mozillou. Při každém vydání nové verze prohlížeče se vypočítá otisk binárního souboru, který je vložen do veřejně dostupného logu.

### XUL
Od verze 3.0 Firefox pro uživatelské rozhraní používal technologii XUL. Od verze 57 ale Firefox přešel na WebExtensions API a kód XUL a XBL byl postupně odstraňován. Z původních tří set XBL bindingů zbývalo v září 2019 odstranit z Firefoxu sedm XBL a několik .xul souborů, které ale už byly zpracovávány jako obyčejné XHTML soubory. Tyto zbývající soubory tak měly být pouze přejmenovány a případně měla být upravena jejich struktura tak, aby více odpovídala HTML.

## Funkce a popularita

Logo používané pro přidružené produkty Firefoxu.

Mezi populární vlastnosti Firefoxu patří blokování pop-up (vyskakovacích) oken, tzv. prohlížení v panelech (tabbed browsing) několika stránek ve stejném okně prohlížeče a systém rozšiřování pomocí speciálních modulů nazývaných rozšíření nebo též doplňky, které obsahují doplňující funkce nebo upravují chování prohlížeče. Od verze 4.0 umí Firefox přímo zobrazovat vektorovou grafiku ve formátu SVG 1.1. Ačkoliv některé podobné vlastnosti byly dříve obsaženy i v jiných prohlížečích (jako Mozilla Suite a Opera), Firefox je první, který si vydobyl širší uživatelskou oblibu. Záměrem tvůrců Firefoxu bylo obsazení 10 % trhu s prohlížeči do konce roku 2005 na úkor v té době nejrozšířenějšího Windows Internet Exploreru.
Firefox přitahoval pozornost jako alternativa k Windows Internet Exploreru také proto, že Explorer se ocitl pod palbou kritiky kvůli bezpečnostním problémům, nedodržování webových standardů, využívání potenciálně nebezpečných komponent ActiveX, náchylnosti k nákaze spyware a malware, kvůli pomalosti vykreslovacího jádra Trident, špatných výsledků v testu Acid3 a absenci mnoha funkcí, které zastánci Firefoxu i řady dalších alternativních prohlížečů považovali za užitečné.
V prosinci 2009 se Firefox ve své verzi 3.5 stal statisticky nejoblíbenějším prohlížečem na světě, z této pozice však byl později sesazen prohlížečem Google Chrome a k roku 2018 je jeho podíl okolo 12 % (při započítání mobilů a tabletů necelých 6 %).
Kvůli výrobcům antivirových programů Mozilla Firefox podporuje funkci, která umožňuje předání klíčů pro šifrování dat přenášení protokolem https jinému programu pro možnost dešifrování a kontroly přenášených dat. Vedlejší efekt této funkce ale je, že může způsobit únik těchto klíčů.

## Název
Původní jméno projektu bylo Phoenix a krátkou dobu také Mozilla Firebird. Poprvé bylo jméno změněno kvůli konfliktu s obchodní značkou výrobce BIOSu, firmou Phoenix Technologies, podruhé proto, že název Firebird nesl jiný open-source projekt vyvíjející relační databáze. Firefox anglicky doslova znamená ohnivá liška. Vývojáři název nějakou dobu[kdy?] vydávali za překlad údajného čínského označení pandy červené (Ailurus fulgens) z čeledi pandy malé (Ailuridae) na základě informace, jejíž původ lze vystopovat k wellingtonské ZOO; o správný překlad se tak v českém prostředí občas vedou flamewary. Jako výraz podpory projektu také česká skupina CZilla v pražské ZOO pandu červenou adoptovala.

## Rozšíření

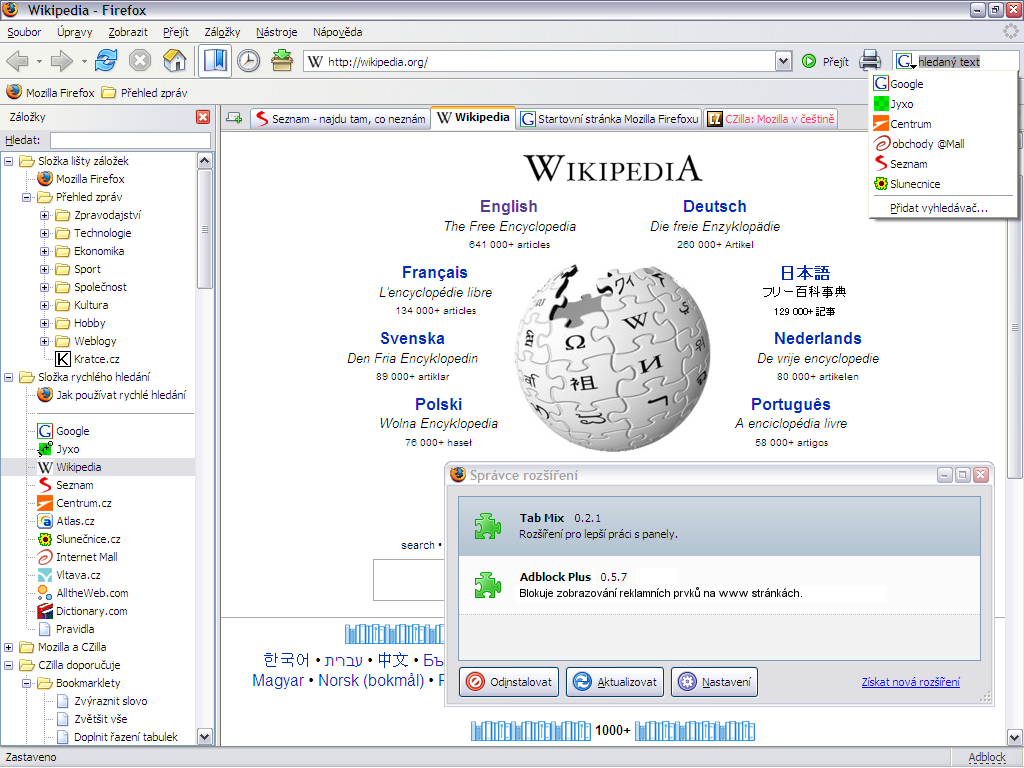
Snímek obrazovky české verze Mozilla Firefox 1.0

Velkou výhodou Firefoxu do verze 56.0.2 bylo, že umožňoval velice snadno stáhnout doplňky, které nejsou v základní instalaci Firefoxu. Ke stažení jsou stovky doplňků, které uživateli usnadní práci s internetem. Od verze 57 lze používat pouze doplňky pro Google Chrome. Užitečným doplňkem je například Adblock, který dokáže blokovat reklamní bannery na internetu. Množství doplňků je díky české komunitě lokalizováno. Spousty doplňků lze nainstalovat ze stránek Mozilla.
Například pro snadnější užívání a editaci Wikipedie existuje rozšíření Wikipedia Extension.

## Licence
Častým omylem je tvrzení, že Firefox je šířen pod volnou licencí. Pod trojlicencí MPL/GPL/LGPL jsou totiž šířeny pouze zdrojové kódy aplikace a nikoliv Firefox jako zkompilovaná verze. Ta je šířena pod standardní EULA, která uživateli znemožňuje modifikaci a následnou distribuci modifikovaného díla pod stejným názvem. Logo Firefoxu je ochrannou známkou, takže s ním nesmí být volně nakládáno. Mozilla Foundation, která spravuje ochranné známky Firefoxu, umožňuje používat toto logo pouze pro propagační účely.

## Přehled verzí
V období od verze 1.0 do března 2011, kdy vyšla verze 4.0, vycházely verze Firefoxu nepravidelně. Poté přešla Mozilla na cyklus pravidelně vydávaných verzí v rozmezí 6 až 8 týdnů s občasnými výjimkami např. kvůli svátkům, období konce roku apod. Podrobný seznam historie verzí uvádí stránka Historie prohlížeče Firefox.

### Aktualizační kanály
Kromě aktuální (finální) verze Firefoxu (označované jako Release) vydává Firefox pravidelně další 3 různé budoucí verze v různé fázi vývoje (Nightly [ˈnaɪtli], Developer Edition a Beta). Aktualizační kanály Firefoxu se označují podle fáze vývoje dané verze jako:
- Nightly, též central – nejnovější neotestovaný zdrojový kód
- Beta – Připravovaná následující verze, dalších šest až osm týdnů za nightly.[21] Jako základ jej používá Developer Edition.
- Release – aktuální stabilní verze
- ESR – stabilní verze s dlouhodobou podporou (Extended Support Release)

Do dubna roku 2017 byl mezi kanály Nightly a Beta vložen ještě kanál Aurora, na kterém stavěla Developer Edition. Ta od té doby jako základ používá kanál Beta.

## Odvozené prohlížeče
Firefox a jeho vykreslovací jádro Gecko se staly základem pro odvozeniny Firefoxu, které jsou vyvíjeny napříč různými komunitami.
Mezi nejznámější patří především tyto prohlížeče:
- Tor Browser
- Pale Moon
- Waterfox
- Cyberfox
- IceDragon
- GNU IceCat
- IceWeasel
- SeaMonkey
- Flock
- Camino
- Minimo

Především WaterFox a Pale Moon slibují lepší optimalizaci pro 64bitové operační systémy, lepší využití operační paměti ve srovnání s Firefoxem nebo kompatibilitu se staršími rozšířeními a moduly. Tor Browser je založený na jádře Gecko a slouží k anonymizaci uživatele v síti Internet. IceDragon je zabezpečená verze prohlížeče od firmy Comodo a TenFourFox pak neoficiálním portem pro PowerMacy.

## Mobilní verze
Firefox je dostupný pro mobilní platformy Android a iOS. Mobilní verze pro Android (někdy označovaná jako „Fennec“ [ˈfenək]) kopíruje cyklus vydání Firefox pro počítače. Firefox pro Android se dlouhou dobu nemohl dočkat dostatečného hardwaru a plynulý chod mu umožnil až 1 GHz procesor. V obchodu Google Play je dostupná také verze Beta [ˈbi:tə] a noční sestavení Nightly.
Firefox pro systém iOS byl poprvé vydán v listopadu 2015 a jeho vývoj probíhá odděleně (nedodržuje stejné číslo verze). Kvůli politice společnosti Apple je však jako jádro použit systémový WebKit. Kromě běžného prohlížeče vydala Mozilla pro iOS (a později také pro Android) také aplikaci Focus by Firefox, která umožňovala blokování sledovacích prvků ve výchozím systémovém prohlížeči Safari. V listopadu 2016 se tato aplikace přejmenovala na Firefox Focus
a kromě modulu pro blokování sledovacích prvků nabízí prohlížení webu přímo. Vyznačuje se také snadným smazáním informací o prohlížení jedním stiskem tlačítka.
V Indonésii pak v současné době probíhá testování prohlížeče Firefox Rocket, který se vyznačuje blokováním náročného obsahu tak, aby bylo prohlížení webu i na tamním připojení co nejrychlejší.
Roku 2020 bylo u Firefoxu pro Android renderovací jádro prohlížeče zvané Blink od Google nahrazeno jádrem Geckoview. Má zajistit lepší soukromí. Ovšem byla odstraněna značná část funkcí a nastavení, což bylo častí uživatelů přijato negativně.

## Velikonoční vajíčka

### Stránky
- about:mozilla: Funkční ve více verzích. Zobrazí krátký úryvek z fiktivního evangelia podle Mozilly.
- about:robots: Funkční ve verzi 3.0 a výše. Zobrazí stránku s pozdravem lidstvu od robotů.

### Další
Firefox ve verzích 29 až 56 obsahuje hlavní nabídku (tzv. hamburger menu: ☰). Pokud z něj v režimu přizpůsobení lišt odeberete všechna tlačítka a prvky, objeví se poletující jednorožec, který se při najetí kurzorem myši otáčí. Počínaje verzí Firefoxu 57 se v režimu nastavení lišt objevuje na stejném místě dráček jménem „dragon drop“ (homofonum anglického „drag&drop“ [ˌdræg ən ˈdrop], tedy akce přetažení myší). V tomto případě nejde vyloženě o velikonoční vajíčko – podobných „příšerek“ je od této verze ve Firefoxu více, např. na chybových stránkách apod.